# Clásicos universitarios
Los Clásicos Universitarios son partidos disputados de los equipos de las universidades de Quito, Portoviejo, Loja y Ambato, que en la actualidad son 5 equipos.
Los equipos son:
- Liga Deportiva Universitaria de Quito
- Club Deportivo Universidad Católica
- Liga Deportiva Universitaria de Portoviejo
- Liga Deportiva Universitaria de Loja
- Club Técnico Universitario

## El Clásico Universitario Ecuatoriano
El Clásico Universitario es un partido histórico de fútbol del Ecuador en el que se enfrentan Liga de Quito y Universidad Católica uno de los equipos más importantes de la ciudad de Quito es un encuentro de las universidades más triunfales en el fútbol ecuatoriano dos de los equipos más importantes de la ciudad de Quito. Es uno de los partidos más importantes y tradicionales del fútbol quiteño. La rivalidad entre estos dos equipos ecuatorianos comenzó el 28 de agosto de 1966.
| Liga de Quito | Universidad Católica |

## El Segundo Clásico Universitario Ecuatoriano
El Segundo Clásico Universitario es un partido histórico de fútbol del Ecuador en el que se enfrentan Liga de Quito y Liga de Portoviejo uno de los equipos más importantes de las universidades de Quito y Portoviejo era un encuentro de las universidades más triunfales en el fútbol ecuatoriano dos de los equipos más importantes de las dos ciudades entre Quito y Portoviejo. Es uno de los partidos más importantes y tradicionales del fútbol universitario. La rivalidad entre estos dos equipos universitarios comenzó en 1970.
| Liga de Quito | Liga de Portoviejo |

## El Tercer Clásico Universitario Ecuatoriano
El Tercer Clásico Universitario es un partido histórico de fútbol del Ecuador en el que se enfrentan Liga de Quito y Técnico Universitario uno de los equipos más importantes de las universidades de Quito y Ambato era un encuentro de las universidades más triunfales en el fútbol ecuatoriano dos de los equipos más importantes de las dos ciudades entre Quito y Ambato. Es uno de los partidos más importantes y tradicionales del fútbol universitario. La rivalidad entre estos dos equipos universitarios comenzó el 4 de junio de 1978.
| Liga de Quito | Técnico Universitario |

## El Cuarto Clásico Universitario Ecuatoriano
El Cuarto Clásico Universitario es un partido histórico de fútbol del Ecuador en el que se enfrentan Liga de Quito y Liga de Loja uno de los equipos más importantes de las universidades de Quito y Loja era un encuentro de las universidades más triunfales en el fútbol ecuatoriano dos de los equipos más importantes de las dos ciudades entre Quito y Loja. Es uno de los partidos más importantes y tradicionales del fútbol universitario. La rivalidad entre estos dos equipos universitarios comenzó el 21 de marzo de 2005.
| Liga de Quito | Liga de Loja |

## El Quinto Clásico Universitario Ecuatoriano
El Quinto Clásico Universitario es un partido histórico de fútbol del Ecuador en el que se enfrentan Universidad Católica y Técnico Universitario uno de los equipos más importantes de las universidades de Quito y Ambato era un encuentro de las universidades más triunfales en el fútbol ecuatoriano dos de los equipos más importantes de las dos ciudades entre Quito y Ambato. Es uno de los partidos más importantes y tradicionales del fútbol universitario. La rivalidad entre estos dos equipos universitarios comenzó en 1978.
| Universidad Católica | Técnico Universitario |

## El Sexto Clásico Universitario Ecuatoriano
El Sexto Clásico Universitario es un partido histórico de fútbol del Ecuador en el que se enfrentan Universidad Católica y Liga de Portoviejo uno de los equipos más importantes de las universidades de Quito y Portoviejo era un encuentro de las universidades más triunfales en el fútbol ecuatoriano dos de los equipos más importantes de las dos ciudades entre Quito y Portoviejo. Es uno de los partidos más importantes y tradicionales del fútbol universitario. La rivalidad entre estos dos equipos universitarios comenzó en 1970.
| Universidad Católica | Liga de Portoviejo |

## El Séptimo Clásico Universitario Ecuatoriano
El Séptimo Clásico Universitario es un partido histórico de fútbol del Ecuador en el que se enfrentan Liga de Portoviejo y Técnico Universitario uno de los equipos más importantes de las universidades de Portoviejo y Ambato era un encuentro de las universidades más triunfales en el fútbol ecuatoriano dos de los equipos más importantes de las dos ciudades entre Portoviejo y Ambato. Es uno de los partidos más importantes y tradicionales del fútbol universitario. La rivalidad entre estos dos equipos universitarios comenzó en 1978.
| Liga de Portoviejo | Técnico Universitario |

## El Octavo Clásico Universitario Ecuatoriano
El Octavo Clásico Universitario es un partido histórico de fútbol del Ecuador en el que se enfrentan Universidad Católica y Liga de Loja uno de los equipos más importantes de las universidades de Quito y Loja era un encuentro de las universidades más triunfales en el fútbol ecuatoriano dos de los equipos más importantes de las dos ciudades entre Quito y Loja. Es uno de los partidos más importantes y tradicionales del fútbol universitario. La rivalidad entre estos dos equipos universitarios comenzó en 2013.
| Universidad Católica | Liga de Loja |

## El Noveno Clásico Universitario Ecuatoriano
El Noveno Clásico Universitario es un partido histórico de fútbol del Ecuador en el que se enfrentan Liga de Loja y Técnico Universitario uno de los equipos más importantes de las universidades de Loja y Ambato era un encuentro de las universidades más triunfales en el fútbol ecuatoriano dos de los equipos más importantes de las dos ciudades entre Loja y Ambato. Es uno de los partidos más importantes y tradicionales del fútbol universitario. La rivalidad entre estos dos equipos universitarios comenzó en 2012.
| Liga de Loja | Técnico Universitario |

## El Décimo Clásico Universitario Ecuatoriano
El Décimo Clásico Universitario es un partido histórico de fútbol del Ecuador en el que se enfrentan Liga de Portoviejo y Liga de Loja uno de los equipos más importantes de las universidades de Portoviejo y Loja es un encuentro de las universidades más triunfales en el fútbol ecuatoriano dos de los equipos más importantes de las dos ciudades entre Portoviejo y Loja. Es uno de los partidos más importantes y tradicionales del fútbol universitario. La rivalidad entre estos dos equipos universitarios comenzó en 1990.
| Liga de Portoviejo | Liga de Loja |

- Datos: Q20022373